# Virginia (pinasse)
Pour les articles homonymes, voir Virginia.
Le Virginia ou Virginia of Sagadahoc est une pinasse construite en 1607–08 par les colons de la colonie Popham. Le navire est un projet de la Plymouth Company (en), filiale de la Virginia Company, sur des terres que l'Angleterre revendiquait comme appartenant à la colonie de Virginie. C'est le premier navire de construction anglaise dans ce qui est maintenant le Maine et peut-être dans toutes les régions colonisées par les Anglais de l'Amérique du Nord, et une démonstration de la capacité de la nouvelle colonie à construire des navires. Les deuxième et troisième pinasses « locales » (Déliverance et Patience) ont été construits peu de temps après aux Bermudes à la suite de la perte de Sea Venture lors de la Third Supply (en).
Virginia a été construite à l'embouchure de la rivière Kennebec dans ce qui est maintenant Phippsburg, dans le Maine. On sait peu de choses sur les détails de son architecture, mais des comptes rendus écrits de la colonie et des archives historiques de navires similaires suggèrent que Virginia était une pinasse qui a déplacé environ 30 tonnes et mesurait un peu moins de 15 mètres de long, avec un maître bau de 4,42 mètres. Elle avait un pont principal affleurant, établi à environ 1,98 m à pleine charge et avait un franc-bord inférieur à 0,61 m.

## Contexte
La colonie de Popham, également connue sous le nom de colonie de Sagadahoc, a été créée en 1607 par la Plymouth Company. Elle était située près de la ville actuelle de Phippsburg, dans le Maine, près de l'embouchure de la rivière Sagadahoc, maintenant la rivière Kennebec. La mission de l'expédition était de trouver de l'or, le passage du Nord-Ouest, un passage fluvial vers la Chine, de pêcher et de chasser le castor pour la fourrure et de vendre et de prouver que les forêts du Nouveau Monde pouvaient produire des navires anglais.
Pendant les 12 mois d'existence de la colonie, les colons ont achevé le projet majeur de construire un navire de 30 tonnes qu'ils nomment Virginia. C'est le premier navire connu à être construit par les Européens dans ce qui deviendra plus tard les États-Unis d'Amérique, et le premier navire de taille remarquable pour lequel il existe des preuves solides qu'il a été effectivement construit. Il vise également à démontrer que la colonie peut être utilisée pour la construction navale. Le choix de construire une « petite» pinasse pour la colonie de Popham était bon. Capable de supporter au moins trois plates-formes différentes, la petite pinasse est très polyvalente et peut être affectée à la pêche hauturière, aux zones de pêche de l'Atlantique Nord, ou préparée pour un voyage transatlantique en Angleterre avec la même facilité.
À cette époque, le terme « pinasse » pouvait désigner une grande pinasse entièrement gréée (full-rigged pinnace), soit un navire plus petit qui pouvait être arrimé (ou remorqué) et utilisé comme une annexe de navire. Le Virginia était une pinasse du type plus petit, bien que peut-être similaire à une chaloupe (shallop (en)). Les shallops sont mentionnés aussi souvent que la pinasse dans les premiers enregistrements d'embarcations nautiques dans les colonies européennes en Amérique du Nord, mais sont rarement décrits comme un « navire ».[réf. nécessaire]

## Conception
Le Virginia aurait fait environ 56 pieds de long avec un maître-bau de 15 pieds 5 pouces. Des croquis de l'ossature de la coque pour une réplique sont en ligne sur le site Web du Maine First Ship. Pour les voyages en mer, le Virginia a probablement été gréée avec un mât principal à gréement carré, un second mât beaucoup plus petit qui était gréé à corne et une petite voile carrée sous le beaupré. Le mât principal sur de nombreuses pinasses aurait été assez grand pour porter une petite hunière. Les plans pour la Virginie comprenant un gréement plausible sont disponibles auprès du Maine Maritime Museum.
Pour les travaux côtiers, le Virginia a utilisé un gréement avant et arrière avec une grand - voile sprit et une voile d'avant. La façon dont le gréement côtier aurait été modifié pour un voyage transatlantique n'est pas encore entièrement comprise. Dans le dessin de John Walker du Virginie lorsque gréée pour un voyage transatlantique, un mât d'artimon gréé à l'arrière porte une voile qui ressemble plus à une voile latine qu'à une brigantine. Cette variété de plates-formes a permis aux « petites » pinasses de cette époque d'adopter plusieurs missions différentes. Ils pouvaient être utilisés comme bateaux de pêche, stockage à l'ancre, annexe aux gros navires ou navires de ravitaillement, qui était souvent remorqués jusqu'à sa destination par un plus gros navire.

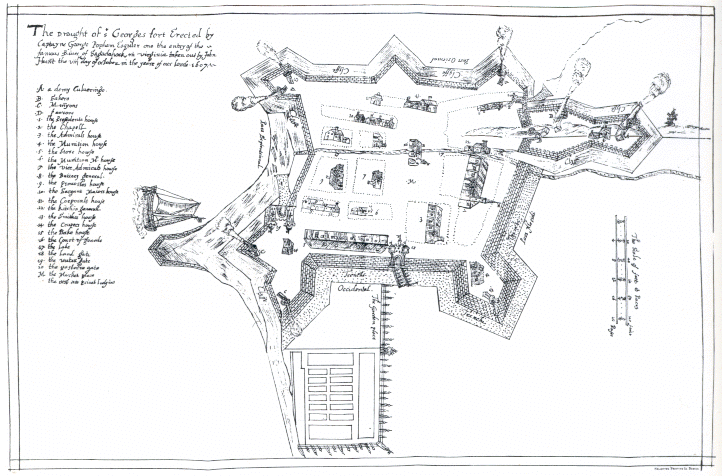
Pinnasse Virginia à gauche sur la carte 1607 de la colonie de Popham de Hunt

Il y a un très petit croquis du XVIIe siècle d'une pinasse sur la carte du 8 octobre 1607 de J. Hunt de Fort St. George à la colonie de Popham dans le sud du Maine. On pense que ce bateau est le Virginia

## Voyages

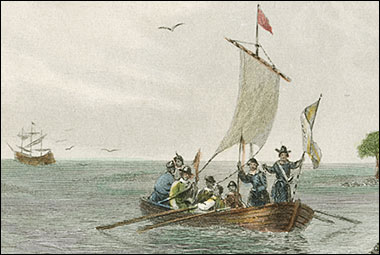
La pinasse Virginie s'approchant de la côte de Virginie, Seth Eastman vers 1850.

Le premier rôle majeur du navire arrive le 17 octobre 1608, lorsque la colonie de Popham est abandonnée. James Davis et 45 colons embarquent sur le Virginie pour retourner en Angleterre,.
Le 23 mai 1609, une nouvelle charte de la Virginia Company, rédigée par Francis Bacon, est signée par le roi Jacques Ier d'Angleterre. Cette charte accordait une vaste extension de territoire et des pouvoirs élargis à la Compagnie, stimulant un effort renouvelé pour sauver la colonie restante à Jamestown.
Le Virginia est l'une des deux pinasses et des sept plus gros navires de la flotte connue sous le nom de Third Supply. Avec 500 à 600 personnes, la mission de ravitaillement quitte Falmouth, Cornwall, Angleterre le 8 juin 1609, directement pour la colonie de Virginie, en passant par les Açores et les Bermudes. Le Virginia et une autre pinasse sont remorquées par le navire amiral de 300 tonnes construit à cet effet, le Sea Venture. La flotte rencontre un cyclone puissant de trois jours près des Bermudes, ayant pour résultat la perte de deux navires, le Catch et le Sea Venture. Pendant ce temps, Davis guide le Virginie en toute sécurité à Jamestown, arrivant le 3 octobre 1609. Cette arrivée a eu lieu six semaines plus tard que les autres navires qui n'avaient pas été « capturés » par l'ouragan. Le retard suggère que le Virginia a peut-être encore une fois été remorquée derrière un plus gros navire, ou considérablement déviée de sa route ou endommagée.
Le refus de John Smith de démissionner du poste de gouverneur favorise la dissension politique, et l'arrivée d'approvisionnements limités accompagné des bouches à nourrir supplémentaires de la flotte malmenée, n'est pas accueillie avec enthousiasme. Néanmoins, Davis devient le commandant du fort Algernon à Point Comfort. Le Virginie est un refuge sûr lorsque les hostilités indiennes éclatent. Il navigue également à l'intérieur des terres pour soulager le fort Algernon et tenter de faire du commerce avec la confédération Powhatan.
Les derniers détails connus du Virginie remontent à 1610 lorsqu'il livre à nouveau des colons et des fournitures à la colonie de Jamestown sous le commandement de Tomas West. Après le retour à Jamestown mi-juin, le capitaine Robert Tyndall reçoit l'ordre de prendre le Virginia pour pêcher dans la baie de Chesapeake entre le cap Henry et le cap Charles. Il n'y a aucune mention de la Virginie par la suite dans les documents historiques connus.

## Réplique
La pinasse Virginia est en cours de reconstruction par un groupe de bénévoles du Maine 'First Ship juste en amont du site sur lequel a été construit l'original. La conception s'est achevée en 2007 après des recherches approfondies, entravées par le manque d'informations historiques. La quille est posée le 3 juillet 2011. La reconstruction est en cours dans et autour du hangar de marchandises de Bath à Bath, Maine. Le Virginia devait être lancé en 2021. L'objectif de la réplique est pédagogique.